# Bennia bonzo
Bennia bonzo är en insektsart som först beskrevs av Burr 1899.  Bennia bonzo ingår i släktet Bennia och familjen Chorotypidae. Inga underarter finns listade i Catalogue of Life.